# Colditz
Colditz település Németországban, azon belül Szászország tartományban. Lakosainak száma 8447 fő (2023. december 31.). Colditz Grimma, Leisnig, Hartha, Geringswalde, Zettlitz, Königsfeld és Bad Lausick községekkel határos.

## Népesség
A település népességének változása:
| Lakosok száma | 8752 | 8625 | 8472 | 8313 | 8381 | 8447 |
|               | 2015 | 2017 | 2019 | 2021 | 2022 | 2023 |